# Ana Gonçalves
Ana Cláudia da Costa Gonçalves (Benguela, 3 gennaio 1993) è una cestista angolana.

## Carriera
Con l'Angola ha disputato tre incontri ai Giochi della XXX Olimpiade.